# Pipunculus hastatus
Pipunculus hastatus är en tvåvingeart som beskrevs av Skevington 1998. Pipunculus hastatus ingår i släktet Pipunculus och familjen ögonflugor. Inga underarter finns listade i Catalogue of Life.